# Đinh Thì Trung
Đinh Thì Trung (1757 - 1776), có khi được ghi vắn tắt là Đinh Trung, là một danh sĩ thời Hậu Lê. Sinh thời, ông nổi tiếng là thần đồng, danh tiếng bậc nhất thời bấy giờ. Tuy nhiên bị khép vào án thi cử khoa thi Ất Mùi 1775 đời vua Lê Hiến Tông, ông bị đày và sau đó chết trẻ.

## Hành trạng lịch sử
Đinh Thì Trung sinh năm 1757, người xã Ngọc Bôi, huyện Đông Sơn, phủ Thiệu Thiên, thừa tuyên Thanh Hoa (nay thuộc làng Cổ Bôn, xã Đông Thanh, huyện Đông Sơn, tỉnh Thanh Hóa). Thuở bé, ông nổi tiếng thông minh, năm 14 tuổi đỗ khoa thi Hương trở thành Cống sĩ.
Sau khi đỗ Cống sĩ, ông được nhận vào học ở Quốc tử giám. Một người bạn đồng học của ông là Lê Quý Kiệt, con trai của Tả thị lang bộ Lại Lê Quý Đôn, danh sĩ đương thời. Tương truyền, Lê Quý Đôn thỉnh thoảng đến trường Giám kiểm tra tài năng các khóa sinh bằng cách hỏi sách vở, thơ phú thì Thì Trung đều tỏ ra hiểu rộng, biết nhiều, vượt hơn cả Quý Kiệt. Danh tiếng của ông trên đất kinh kỳ vang dội, đến tai cả chúa Trịnh Sâm. Tháng 10 năm Ất Mùi, niên hiệu Cảnh Hưng thứ 36 (1775), triều đình tổ chức khoa thi Hội. Cả Quý Kiệt và Thì Trung cùng đi thi với nhau.
Bảng nhãn Lê Quý Đôn (1726-1784), là Tri Binh phiên trong phủ Chúa, cai quản toàn bộ vấn đề quân sự của cả nước, đã ép học trò là Đinh Thì Trung (quê Đông Sơn, Thanh Hóa) đổi bài thi cho con là Lê Quý Kiệt trong khoa thi Hội năm 1775. Nhờ đó, Quý Kiệt đỗ Thủ khoa.
Khâm định Việt sử thông giám cương mục cũng cho biết, chúa Trịnh Sâm không tin kết quả này vì biết Đinh Thì Trung học giỏi nổi tiếng thần đồng, 14 tuổi đã thi đỗ Hương cống, nên cho duyệt lại văn bài, nhận ra nét chữ của người này trong quyển thi của người kia.
Sách Khâm định Việt sử Thông giám Cương mục Chính biên, quyển XLIV, chép lại sự việc vắn tắt như sau:
| “ | Tháng 10, mùa đông [Ất Mùi 1775]. Mở khoa thi hội các cống sĩ. Cho bọn Ngô Thế Trị và Phan Huy Ích 18 người đỗ Đồng tiến sĩ xuất thân; xử tội Đinh [Thì] Trung đày đi Viễn Châu; giam Lê Quý Kiệt vào ngục. Quý Kiệt con Quý Đôn. Kỳ đệ tứ khoa thi này, Quý Kiệt cùng Đinh [Thì] Trung đổi quyển cho nhau để làm bài. Việc bị lộ, Đinh [Thì] Trung phải tội lưu đi Yên Quảng, Quý Kiệt phải trở về làm dân. Đinh [Thì] Trung nhân phát giác bức thư riêng của Quý Kiệt và cáo tố là do Quý Đôn chủ sự. Trịnh Sâm lấy cớ Quý Đôn là bậc đại thần, bỏ đi không xét, mà luận thêm tội Quý Kiệt, bắt giam cấm ở ngục ở cửa Đông. | ” |

Sách Cương mục cũng bình luận sự việc này "Hai người cùng một tội mà xử phạt khác nhau, sao gọi là công bằng thỏa đáng được? Xét hành trạng của Quý Đôn, không có một điều gì đáng khen.". Nhiều nhà nghiên cứu cho rằng chính Lê Quý Đôn đã can thiệp đổi bài cho con trai vì biết sức văn của Thì Trung hơn hẳn Quý Kiệt. Tuy nhiên khi sự việc bị phát giác, thì triều đình bỏ qua cho Lê Quý Đôn, xử nhẹ cho Lê Quý Kiệt, nhưng lại xử nặng cho Đinh Thì Trung. Có thể nói Đinh Thì Trung chỉ là một nạn nhân và phải chịu án oan trong án thi cử này.
Dư luận đương thời có lời truyền tụng: "Thì Trung phát phối, chấn Đông Hải chi văn ba" (Thì Trung đi đày, chấn chỉnh văn phong ở Đông Hải).
Ít lâu, ông được ân xá, rồi được lệnh dụ giặc cướp; Giặc bắt giữ ông lại không cho về, ông nhảy xuống sông Bạch Đằng tự tử.

## Tràng An tứ hổ
Sinh thời, bấy giờ các danh sĩ Lê Quý Đôn, Hà Tông Huân và Lê Như Quyền đều nổi tiếng văn học, đương thời xưng tặng là "Hổ thần". Đến khi ông tranh tài với ba người ấy, danh tiếng vang khắp kinh đô nên được gọi là "Tứ hổ". Ông đứng đầu, kế đến là Lê Quý Đôn, Hà Tông Huân, Lê Như Quyền.